# Gunhild Forsell
Gunhild Emilia Forsell, född 7 september 1875 i Offerdals församling, Jämtlands län, död 31 december 1939 i Solna församling, Stockholms län, var en svensk folkskollärare och rösträttsaktivist. 
Hon var verksam i kampanjen för införandet av kvinnlig rösträtt i Sverige och ordförande för Föreningen för kvinnans politiska rösträtt i Gellivare-Malmberget 1915–1917. Gunhild Forsell är begravd på Norra begravningsplatsen utanför Stockholm.